# Emmanuel Taban
Emmanuel Malish Taban (* 1977) ist ein südsudanesischer Arzt, der in Südafrika lebt. 2021 wurde er als einer der 100 most influential Africans of 2020 ausgezeichnet.

## Leben
Emmanuel Taban wurde 1977 im Süden des damaligen Sudan geboren. Dort herrschte seit 1983 Bürgerkrieg. Die Familie – ursprünglich Subsistenz-Landwirte – floh in den Busch. Schulbildung erhielt Taban an einer katholischen Missionsschule. Im Alter von 14 Jahren wurde er selbst das erste Mal verhaftet, weil er sich für einen verhafteten Priester eingesetzt hatte. Mit 17 Jahren wurde er als Spion angeklagt, verhaftet und gefoltert. Er entschloss sich, zu fliehen und ging zu Fuß von Juba, zunächst nach Khartum, dann über Gadarif in Eritrea, wo er als illegaler Einwanderer erneut verhaftet wurde, nach Äthiopien. Er erhielt erneut Unterstützung durch katholische Hilfsorganisationen und von Südsudanesen in Asmara. Dann reiste er per Bus und zu Fuß weiter durch Kenia, Tansania, Mosambik und durch Simbabwe letztlich nach Südafrika. Dabei hatten ihm die Herstellerangaben auf einer Cola-Dose als Wegweiser gedient.
1995 gaben zwei Südsudanesische Missionare in Südafrika Geld, damit er seine weiterführende Ausbildung machen konnte. Er studierte an der Medical University of Southern Africa (MEDUNSA, 2004 MBChB), an der University of Pretoria (2011 MMed-Int) und an der University of Witwatersrand. Außerdem machte er weiterführende Studien im Hermes University System in Europa. Er erlangte ein Diplom in endobronchial ultrasound and lung cancer staging an der Universiteit van Amsterdam. 2018 erhielt er ein weiteres Zertifikat Cert Pulmonology (SA) von den Colleges of Medicine.
Er behandelt schwer erkrankte COVID-19-Patienten mit der Methode der flexible fiberoptic Bronchoscopy und hat damit herausragende Erfolge erzielt. Er praktiziert in den Kliniken Mediclinic Midstream und Mediclinic Highveld und unterhält auch eine eigene Praxis.
2021 wurde er vom New African Magazine als einer der 100 most influential Africans of 2020 ausgezeichnet.
Er veröffentlichte seine Autobiographie unter dem Titel The Boy who never gave up.

## Auszeichnungen
- 2021: 100 most influential Africans of 2020